# Körbchenmuscheln (Familie)
Die Familie der Körbchenmuscheln (Cyrenidae, syn. Corbiculidae) umfasst mehrere Gattungen von Muscheln, die im Süßwasser, Brackwasser und küstennahen marinen Lebensräumen wie Mangrovenwäldern leben. Die artenreichste Gattung Corbicula (siehe Körbchenmuscheln (Gattung)) kommt im Süßwasser vor.
Die ältesten Vertreter der Familie stammen aus dem Karnium (Obertrias).

## Merkmale
Das Gehäuse (die Schalen) der Körbchenmuscheln erreicht je nach Art Durchmesser zwischen etwa 15 und 150 Millimeter, wobei die kleineren Arten vor allem im Süßwasser, die größeren in Brack- oder Meerwasser leben. Sie sind meist dick und fest, bei einigen Arten aber auch dünnwandig, im Umriss abgerundet dreieckig bis oval, nahezu gleichklappig (äquivalv) mit zwei sehr ähnlichen Schalen, diese symmetrisch (äquilateral) und meist moderat angeschwollen. Sie sind von einem dicken, oft etwas glänzenden Periostracum eingehüllt und meist braun oder olivgrün gefärbt, können aber manchmal gelb, rosa oder purpurn getönt sein. Sie tragen meist eine Skulptur aus Wachstumsstreifen (parallel zur Mündung), die von einfachen Linien bis zu markanten Rippen reicht. Innen weist sie keinen Perlmuttschimmer auf, ist aber bei manchen Arten kräftig gefärbt. Die Palliallinie (Mantellinie) ist meist ganzrandig, selten etwas eingebuchtet. Die Innenränder der Schalen sind glatt und ganzrandig. Die Schlosszähne sind heterodont, mit drei, oft zweispitzigen Kardinalzähnen unter dem Wirbel und starken, glatten oder gezähnten vorderen und hinteren Lateralzähnen. Das außenliegende kurze, starke Ligament verläuft längs. Die vorderen und hinteren Schließmuskeln der Schale sind gleich groß, oder die vorderen sind wenig größer. Die Siphonen für einströmendes und ausströmendes Wasser sind kurz und voneinander getrennt, die Ränder des Mantels nicht miteinander verwachsen, der Fuß kräftig und dreieckig. Ausgewachsene Muscheln bilden keine Byssusfäden. In den Kiemen sind benachbarte Kiemenfilamente durch Gewebebrücken miteinander zu blattartigen Strukturen verwachsen („eulamellibranche“ Kiemen).

## Ökologie
Körbchenmuscheln leben in Weichsubstrate des Gewässergrunds eingegraben. Als Ausnahme gibt es nur eine Art, Corbicula anomioides (einige Zeit in eine eigene Gattung Posostrea gestellt), die sich in Seen Indonesiens frei sichtbar auf Hartsubstraten festzementiert. Die Gattungen Corbicula und Cyanocyclas sind relativ klein und leben im Süßwasser. Die Gattungen Polymesoda, Geloina und Batissa haben größere Schalen und leben, wie die ebenfalls kleinschalige Villorita, in Brackwasser von Flussmündungen oder in Mangrovensümpfen der tropischen Meeresküsten.

## Vorkommen in Europa
Im Pleistozän, waren Vertreter der Familie der Körbchenmuscheln auch in Mitteleuropa weit verbreitet. Schalen aus dieser Zeit kann man im Mainzer Becken und in den Niederlanden finden. Mit dem Ende der letzten Eiszeit, vor rund 11.000 Jahren, starben die Vertreter der Gattung Corbicula in Europa aus. Im 20. Jahrhundert wurden jedoch einige Arten, darunter die Grobgerippte Körbchenmuschel und die Feingerippte Körbchenmuschel, die wegen ihrer schwierigen Unterscheidbarkeit oft beide als Asiatische Körbchenmuschel bezeichnet werden, in Europa eingeschleppt. Die Gattung Corbicula ist so die einzige rezent in Europa vorkommende Gattung.

## Systematik
Die Familie wurde von John Edward Gray zweimal beschrieben. 1840 beschrieb er eine Familie Cyrenidae, mit der Typusgattung Cyrena Lamarck, 1818, diese Gattung gilt heute als synonym zu Corbicula. 1847 beschrieb er (ursprünglich in der Schreibweise Corbiculadae) eine Familie Corbiculidae, basierend auf der Typusgattung Corbicula Megerle von Mühlfeld, 1811, ohne dabei auf die vorher beschriebene Familie Cyrenidae Bezug zu nehmen. Dadurch schuf er eine Konfusion, die bis ins 21. Jahrhundert anhält. Lange Zeit wurden beide Namen verwendet, aber der Name Corbiculidae für die Familie meist vorgezogen. Der ältere Name Cyrenidae ist aber taxonomisch valide und „verfügbar“, auch wenn die zugrunde liegende Typusgattung synonymisiert worden ist. Deshalb wird er in moderneren Systematiken wieder verwendet.
Das System der Körbchenmuscheln beruht traditionell auf Schalenmerkmalen und ist noch nicht mit modernen Methoden getestet, nur die Gattung Corbicula wurde wegen der ökologischen Auswirkungen der neozoischen Arten intensiv untersucht. Da die Arten morphologisch variabel und untereinander sehr ähnlich sind, zudem auch Hybride mit intermediären Merkmalen nachgewiesen sind (die möglicherweise sogar einigen Artbeschreibungen zugrunde gelegen haben) ist die Anzahl der Arten, insbesondere in der artenreichen Gattung Corbicula unsicher und zwischen verschiedenen Forschern umstritten.
Die Familie gilt als monophyletisch, allerdings konnte in einer genetischen Arbeit von 2019 die Monophylie nicht bestätigt werden, so dass weitere Untersuchungen mit größerer Taxonabdeckung erforderlich sind. Nach den modernen Systematiken bilden die Cyrenidae mit den Glauconomidae und den Cyrenoididae eine Überfamilie Cyrenioidea, ein früher vermutetes Schwestergruppenverhältnis mit den Sphaeriidae hat sich nicht bestätigt.
Derzeit werden meist die folgenden Gattungen anerkannt (nach ohne rein fossile Taxa)
- Batissa, etwa 15 Arten, tropische Meeresküsten in Malaysia und Indonesien
- Corbicula, ursprünglich in Zentral- und Südostasien sowie Zentral- und Südafrika heimisch, seit dem 20. Jahrhundert als eingeschlepptes Neozoon in Amerika und Europa
- Cyanocyclas (Synonym: Neocorbicula), etwa sechs bis sieben Arten, im Süßwasser in der Neotropis Südamerikas.
- Geloina, etwa 15 Arten, Meeresküsten in Südasien und Malaysia
- Polymesoda (Synonyme: Egetaria, Pseudocyrena), in Brackwasserhabitaten, Golf von Mexiko und Atlantikküste Nordamerikas
- Villorita, mit der einzigen rezenten Art Villorita cyprinoides (Gray, 1825), östliche Teile Südamerikas

Die ehemaligen Gattungen Corbiculina, Cyrenodonax und Cyrenobatissa gelten nun als Untergattungen von Corbicula. Die Gattung Soleilletia wurde in die Familie Mesodesmatidae transferiert.